# Pitvaros
Pitvaros község Csongrád-Csanád vármegye Makói járásában.

## Fekvése
A dél-alföldi település Csongrád megye legszélén, Mezőhegyestől 6, Makótól 30, Szegedtől 60 kilométerre fekszik. Szomszédai: észak felől Ambrózfalva, kelet felől Mezőhegyes, dél felől Csanádpalota, nyugat felől pedig Csanádalberti.

### Megközelítése
A településen keresztülhalad a Gyula és Makó között húzódó 4434-es út, illetve a Tótkomlóstól Makó-Rákosig húzódó 4426-os út, közúton ezeken érhető el a község az említett, végponti települések irányából. Budapest, illetve az ország távolabbi részei felől a leginkább kézenfekvő megközelítési útvonal: a Kövegy-Csanádpalota közti leágazásig az M43-as autópályán, majd onnan a 4451-es, majd a 4434-es úton. Makóról, illetve a 43-as főút felől a 4434-es követésénél egyszerűbben, rövidebb útvonalon érhető el 4432-es, majd a 4426-os úton, de erre az útvonalra a sztrádáról nem lehet rácsatlakozni.
Vonattal a MÁV 125-ös számú Mezőtúr–Orosháza–Mezőhegyes–Battonya-vasútvonalán érhető el a település, ahol a vasútnak egy megállási pontja van. Pitvaros megállóhely a vonal állomásainak viszonylatában Ambrózfalva megállóhely és Újmezőhegyes megállóhely – illetve utóbbi megszűnése óta Mezőhegyes vasútállomás – között található. Fizikailag a község keleti határszélén helyezkedik el, közúti elérését a 4434-es útból észak felé kiágazó 44 326-os számú mellékút teszi lehetővé.

## Története
Pitvaros környéke az államalapítás kora óta lakott terület volt, még ha a Pitvaros név csak a középkor végén bukkant is fel. Ekkoriban a Korláth család birtoka terült el a mai település helyén, a család e vidéken letelepedő ága később Pitvarosi előnévvel különböztette meg magát. A környék települései 1552-ben pusztultak el egy török hadjárat alkalmával, a következő bő 250 évben a település helyén puszta volt.
A települést 1816-ban népesítették be újra 175 evangélikus szlovák nagylaki családdal, akik Sztattyinszki Márton zsellér és Raksányi Imre tanító vezetésével bérbe vették a pusztát a bécsi udvartól. A lakók a település körüli kisebb magaslatokon szétszórtan építették föl szegényes házaikat, ám a bécsi udvar hamarosan tervezőket küldött a faluba, akik megalkották a mai sakktáblaszerű utcahálózatot, a telepeseket pedig kényszerítették, hogy a kijelölt telkeken építkezzenek. A bécsi államkincstár máskor is beavatkozott a falu mindennapjaiba: 1840-ben a település lakóit dohánytermesztésre kötelezték, majd miután ennek a falusiak nem voltak hajlandóak eleget tenni, a kamara elvonta a falu területének kétharmadát. (Ezeken a területeken épült Csanádalberti és Ambrózfalva.) Pitvaros kifejezetten szegény falunak számított, lemaradásának oka a magas területbérleti díj, illetve a településen kiosztott birtokok apró területe volt. (Akkoriban 20 holdas birtokot osztottak, Pitvaroson azonban csak 8-12 holdas területeket.) A település lakói még 1885-ben is az örökváltság összegének részleteit fizették. 1893-ban a bécsi udvar felügyelőt nevezett ki a falu fölé, aki az örökváltság hátralévő törlesztőrészleteit 1943-ig határozta meg. Az örökváltság fizetésétől végül csak 1923-ban, a megugró infláció révén tudtak megszabadulni a pitvarosiak.
Pitvaros történetében a második világháborúig a szlovák nemzetiség volt a meghatározó. Az arányokon a csehszlovákiai magyarok üldözése és az annak nyomán kezdődő lakosságcsere-program változtatott jelentősen. Pitvarosra csehszlovák agitátorok érkeztek, akik a szlovák lakosság kétharmadát rávették az útra, a kivándorlókat a Felvidékről kitelepített magyarok csak részben tudták pótolni. A beköltözők főleg Gútáról érkeztek. 1947-ben a település népessége 700 fővel esett vissza.

### A pitvarosi zsidók története
A zsidók viszonylag hamar, már az 1820-as években megérkeztek a faluba. 1854-ben számuk már 14 fő. Az ezt követő években nem növekedett meg a számuk lényegesebben.
Az 1867-ben megalakult községi képviselő-testület tagjai között három virilista zsidó volt, Greininger Fülöp, Greininger Dávid és Klein József. A településen élő zsidók kereskedelemmel foglalkoztak és jómódú családok voltak, házaikat és kereskedéseiket a község központjában építették fel. 1877-ben kijelölték a zsidó temetőt.
A közösségnek nem volt saját imaháza, az 1900-as évekig Makóra jártak istentiszteletre.
Az 1880-as- és 1890-es években újabb családok telepedtek le, köztük Daubner Gyula kereskedő, dr. Tischler Sándor orvos, Iczkovits Sándor kereskedő és családja, valamint a Nébel család. 1918-ban a forradalmi események a községet is elérték. November 2-án a tüntetők és a forradalmárok kifosztották és szétverték Iczkovits Sándor és Volovics Ignác üzleteit, de a családokat nem érte bántódás. Az első világháború alatt egy pitvarosi zsidó katona is elesett a harcokban. A két világháború között a közösség lélekszáma megfogyatkozott.
1940-ben halt meg az idős Nébelné, akit a pitvarosi temetőben helyeztek örök nyugalomra férje mellé. Temetésén a falu lakosságának nagy része részt vett. Ő volt az utolsó, akit a zsidó temetőben eltemettek.
1942-ben Erdélyi Györgyöt munkaszolgálatra vitték, 1944 áprilisában a három Nébel testvért, Erdélyi Sándort internálták.  Az itt maradt családtagokat 1944 májusában egy szekéren szállították be a makói gettóba. Innen Szegeden keresztül az Auschwitzi koncentrációs táborba kerültek, ahol mindannyiukat meggyilkolták. Pitvarosra csak Erdélyi György tért vissza. A zsidó temető síremlékeit az 1970-es években ellopták.

## Közélete

### Polgármesterei
- 1990–1994: Dégi György (független)[4]
- 1994–1998: Dégi György (független)[5]
- 1998–2002: Dégi György (független)[6]
- 2002–2006: Dégi György (független)[7]
- 2006–2010: Dénes László (független)[8]
- 2010–2012: Radó Tibor (független)[9]
- 2012–2013: Radó Tibor (független)[10]
- 2013–2014: Radó Tibor (független)[11]
- 2014–2019: Radó Tibor (független)[12]
- 2019–2024: Radó Tibor (Fidesz-KDNP)[13]
- 2024– : Kiss Tamás József (független)[1]

A településen a 2010–2014 közti önkormányzati ciklusban két időközi polgármester-választást is tartottak, 2012. május 13-án és egyetlen nap híján egy évvel később, 2013. május 12-én. Az előbbi választásra Radó Tibor polgármester lemondása miatt került sor – aki a lemondása dacára elindult az időközin, és meg is nyerte azt –, a következő évben pedig a testület önfeloszlatása okán kellett időközi polgármester-választást (és képviselő-testületi választást) tartani. E választáson Radó Tibor ellenjelölt nélkül indult el, így aligha lehetett kérdéses, hogy meg tudja-e újból erősíteni a pozícióját.
Pitvaroson található a székhelye a Megújuló Közösségek Egyesület országos civilszervezet megyei szervezetének, lévén, hogy az egyesület elnöke és több alapítója is helybéli.

## Népesség
| Lakosok száma | 1415 | 1385 | 1331 | 1206 | 1193 | 1157 | 1161 |
|               | 2013 | 2014 | 2017 | 2021 | 2022 | 2023 | 2024 |

Az 1910-es népszámlálás szerint a település lakossága 2936 fő, ezen belül 170 magyar és 2746 szlovák anyanyelvű volt. Vallás szerint a döntő többség evangélikus volt, 60 főnyi római katolikus és 39 fő izraelita kisebbséggel.
2001-ben a település lakosságának 89%-a magyar, 9%-a szlovák, 1%-a német és 1%-a egyéb nemzetiségűnek vallotta magát.
A 2011-es népszámlálás során a lakosok 84,2%-a magyarnak, 1,9% cigánynak, 0,4% németnek, 5,5% szlováknak mondta magát (15,5% nem nyilatkozott; a kettős identitások miatt a végösszeg nagyobb lehet 100%-nál). A vallási megoszlás a következő volt: római katolikus 36,6%, református 6,5%, evangélikus 6,8%, felekezeten kívüli 24,9% (24,6% nem nyilatkozott).
2022-ben a lakosság 93,1%-a vallotta magát magyarnak, 3,8% szlováknak, 2,5% cigánynak, 0,4% románnak, 0,2% németnek, 0,1% ukránnak, 1,8% egyéb, nem hazai nemzetiségűnek (6,5% nem nyilatkozott; a kettős identitások miatt a végösszeg nagyobb lehet 100%-nál). Vallásuk szerint 25,6% volt római katolikus, 5,5% református, 2,7% evangélikus, 0,3% ortodox, 0,1% görög katolikus, 0,3% egyéb keresztény, 0,6% egyéb katolikus, 28,3% felekezeten kívüli (36,5% nem válaszolt).

### Eredmények, elismerések
- Idősbarát Önkormányzat díj – 2010.

A hetedik alkalommal kiosztott díjat 2010-ben Budapest - III. kerület, Győr, Kaba, Nagykőrös, Pest megye és Pitvaros önkormányzata nyerte el. A díjjal egy-egymillió forint pénzjutalom és egy réztábla jár. A 2010. szeptember 30-án, a Parlament Főrendházi Termében tartott Idősügyi Konferencián Dénes László polgármester vette át az elismerést.
Klímasztár 2013 díj: Pitvaros Község Önkormányzata 2013-ban a legkisebb településként nyerte el a díjat, melyet az energetikai és klímatudatos beruházásai és azok hathatós összekapcsolása miatt érdemeltek ki. Jelenleg több napelem található a településen, mint lakos és pont annyi energiafa, mint választópolgár.